# Playing for Change

Playing-For-Change-Logo

Playing for Change (PFC) ist ein Multimedia-Musikprojekt, das von dem Produzenten und Tontechniker Mark Johnson zusammen mit seiner Timeless Media Group ins Leben gerufen wurde. Ziel ist es, Musiker aus der ganzen Welt zusammenzubringen.
Mittlerweile wurde eine separate Non-Profit-Organisation gegründet, die auf der ganzen Welt Musikschulen für Kinder baut.

## Entstehung
Das Projekt begann 2004 mit dem von der Organisation selbst gesetzten Ziel, „zu inspirieren, zu verbinden und der Welt mittels Musik Frieden zu bringen“. Die Gründer Mark Johnson und Enzo Buono reisten um die Welt und suchten Orte wie New Orleans, Barcelona, Südafrika, Indien, Nepal und Irland auf. Mit Hilfe eines mobilen Tonstudios zeichneten sie die Interpretationen des gleichen Songs von verschiedensten (Straßen-)Musikern auf. Die beiden reisten weiter um die Welt und nahmen die persönlichen Interpretationen von immer mehr Musikern dazu auf, welche schlussendlich für die Endversion zusammengeschnitten wurden. Dadurch entstanden Collagen, die die Musiker, Chöre und Musikgruppen unterschiedlichster Ethnien und Kulturen in ihrem heimatlichen Umfeld und meist unter freiem Himmel zeigen. Bei Imagine wurde auch eine Szene mit John Lennon integriert. Im Jahr 2021 wurde eine Version des Liedes Biko von Peter Gabriel von Playing for Change aufgenommen und zu Ehren des Black History Month veröffentlicht, 40 Jahre nach der ersten Veröffentlichung des Songs. Mehr als 25 Musiker aus sieben Ländern wirkten an der Aufnahme mit, darunter die beninische Sängerin und Aktivistin Angélique Kidjo, der Cellist Yo-Yo Ma und der Bassist Meshell Ndegeocello.
Inzwischen sind weltweit über 1000 Musiker in das Projekt involviert. Auf den neueren Aufnahmen sind auch bekannte Künstler vertreten wie:
Bono (U2), Keith Richards (The Rolling Stones), Keb’ Mo’, Los Lobos, Jackson Browne, Taj Mahal, Robert Plant, Bill Kreutzmann (Grateful Dead), David Crosby, Chad Smith (Red Hot Chili Peppers), Buddy Guy, Tom Johnston, John McFee and Pat Simmons (The Doobie Brothers), Lee Oskar (War), Robbie Robertson (The Band), Dr. John, Ringo Starr (The Beatles), Taimane Gardner, Larkin Poe, Marcus King, Rising Appalachia, Yo-Yo Ma und Stephen Marley.

## Erfolg
Das Musikvideo zum Lied Stand by Me erfreut sich online sehr großer Beliebtheit mit über 147 Millionen Aufrufen (Stand 2020) auf YouTube.
Weitere häufig aufgerufene Stücke auf YouTube sind:
- Sitting On The Dock Of The Bay (86 Mio)
- One Love (55 Mio),
- Redemption Song (46 Mio)
- Guantanamera (30 Mio)
- Get Up Stand Up (13 Mio)
- Listen to the Music (10 Mio)
- The Weight (16 Mio)

Die Playing for Change Foundation unterstützt oder betreibt inzwischen 15 Musikschulen oder Projekte (vornehmlich in Entwicklungsländern), in denen 15 000 Kinder und Jugendliche musikalisch betreut werden.
Zusammen mit Grandmaster Flash und Anne-Sophie Mutter erhielt PFC 2019 den Polar Music Prize.

## CD/DVD Sets
Ein CD/DVD Set wurde 2009 unter dem Namen Playing For Change: Songs Around The World veröffentlicht. Die CD hat 10 Lieder, die DVD sieben „Kapitel“, von denen 5 die Musikvideos von Liedern auf der CD sind. Darüber hinaus gibt es einen Film: The Playing for Change Foundation. Die DVD enthält auch einen dreiminütigen Trailer des Dokumentarfilms Peace Through Music.
- 2011 erschien Songs around the World vol.2 mit 150 Mitwirkenden aus 25 Ländern
- 2014 erschien Songs around the World vol.3 mit 185 Mitwirkenden aus 31 Ländern
- 2015 erschien Live in Brazil mit 10 Titeln in der untenstehender Besetzung
- 2018 erschien Listen to the Music mit 210 Mitwirkenden aus 25 Ländern

## Playing for Change Band
Zwischenzeitlich wurde eine Band gegründet, die seit 2009 mehrfach tourte. Die Besetzung der Band wechselt dabei über die Jahre.
Für die Auftritte in Brasilien und die CD "Live in Brazil" war die Besetzung z. B.:
- Bass – Papa Orbe Ortiz
- Schlagzeug – Peter Bunetta
- Gitarre – Louis Mhlanga
- Gitarre, Dobro - Roberto Luti
- Keyboard – Keiko Komaki
- Percussion – Paulo Heman
- Gesang - Clarence Bekker
- Gesang - Titi Tsira
- Gesang, Gitarre – Jason Tamba
- Gesang, Gitarre, Percussion – Mermans Mosengo
- Gesang, Harmonica – Grandpa Elliott
- Gesang, Percussion – Tal Ben-Ari "Tula"

Bezeichnend ist, dass außer englisch meist Strophen in der jeweiligen Landessprache eingefügt werden oder Lieder in ihrer ursprünglichen Sprache (z. B."Chanda Mama" in Hindi) gesungen werden. Es gibt so etwas wie eine Stammbesetzung, zu der z. B. Clarence Bekker, Grandpa Elliot, Louis Mhlanga, Roberto Luti, Jason Tamba und Titi Tsira gehören. Zeitweise spielt auch der Mitbegründer von PFC Robin Moxey (Git) mit.

## #stayhomewithPFC
Aufgrund der Corona-Pandemie wurden 2020 unter dem Label "#stayhomewithPFC" zahlreiche weitere Musikvideos auf YouTube veröffentlicht, bei denen einzelne Mitglieder der PFC-Bewegung live von zu Hause zu sehen sind.

## Künstler und Werke
| „Stand by Me“                               |
| (Jerry Lieber / Mike Stoller / Ben E. King) |
| Roger Ridley Gesang, akustische Gitarre     |
| Clarence Bekker: Gesang                     |
| Grandpa Elliott: Gesang, Mundharmonika      |
| Vusi Mahlasela: Gesang                      |
| Sinamuva: Chorgesang                        |
| Bhekani Memela: Chor-Arrangement            |
| Washboard Chaz: Waschbrett                  |
| Twin Eagle Drum Group: Trommel              |
| Junior Kissangwa Mbouta: Schlagzeug         |
| Django „Bambolino“ Degen: Congas            |
| François Viguié: Pandeiro                   |
| Cesar Pope: Cavaquinho                      |
| Dimitri Dolgonov: Cello                     |
| Roberto Luti: National Guitar               |
| Geraldo Osal „el Poeta“: Tres               |
| Dionisio Lopez: Elektro-Bassgitarre         |
| Pokei Klaas: Kontrabass                     |
| Reggie McBride: Kontrabass                  |
| Stefano Tomaselli: Altsaxophon              |

| „One Love“                               |
| (Bob Marley)                             |
| Keb’ Mo’: Gesang                         |
| Mermens Kenkosenki: Gesang               |
| Manu Chao: Gitarre und Gesang            |
| Tal Ben Ari „Tula“: Gesang               |
| Vusi Mahlasela: Gesang                   |
| Sinamuva: Chorgesang                     |
| Bhekani Memela: Chor-Arrangement         |
| Martin Machapa: Gesang, Chor-Arrangement |
| Tenzin Jamyang: Gesang                   |
| Tenzin Jigme: Gesang                     |
| Tenzin Ingsel: Gesang                    |
| Vinaya, Saindhavi and Shruti: Gesang     |
| Roberto Luti: National Guitar            |
| Menyatso Nathole: Elektro-Gitarre        |
| Gabriel Thobeiane: Congas                |
| Clayton Gibb: Banjo                      |
| Surendra Shrestha: Tablas                |
| Junior Kissangwa Mbouta: Schlagzeug      |
| William Aura: Elektro-Bassgitarre        |
| Louis Mhlanga: Gitarre                   |
| Tara Bir Tuladhar: Sitar                 |
| Venkat: Shaker                           |
| Rajhesh Vaidhya: Veena                   |

| „War“ / „No More Trouble“                   |
| (Carlton Barrett / Allen Cole / Bob Marley) |
| Rocky Dawuni: Gesang                        |
| Bono: Gesang                                |
| Mermens Kenkosenki: Gesang                  |
| Jason Tamba: Gesang, Gitarre                |
| Vinaya, Saindhavi and Shruti: Gesang        |
| Bob Marley: Gesang                          |
| The Omagh Community Youth Choir: Gesang     |
| Daryl J. Simpson: Chordirektor              |
| Kevin Moor II: Schlagzeug                   |
| Tshotsho Fikisi: Congas                     |
| Biziko: Djembe                              |
| Cathy Jordan: Bodhran                       |
| David Broza: Gitarre                        |
| Louis Mhlanga: Gitarre                      |
| Jimi Indi Phiri: Elektrogitarre             |
| Radwin Nazar: Geige                         |
| Ramzi Bishara: Darbuka                      |
| Punya Srinivas: Veena                       |
| Saroja: Dilruba                             |
| Venkat: Tablas und Shaker                   |

| „Biko“                                           |
| (Peter Gabriel)                                  |
| Rocky Dawuni: Gesang                             |
| Keb’ Mo’: Gesang, elektrische/akustische Gitarre |
| Cathy Jordan: Gesang, Bodhran                    |
| The Omagh Community Youth Choir: Gesang          |
| Daryl J. Simpson: Chordirektor                   |
| Nana Ama: Gesang                                 |
| Margaret Gbindey: Gesang                         |
| Belinda Darko: Gesang                            |
| Vinaya, Saindhavi and Krithikaa: Gesang          |
| Roberto Luti: National Guitar                    |
| Liam Ô Maontai: Gesang, Didgeridoo               |
| Kamalakar: Flöte                                 |
| Venkat: Tablas                                   |
| Michael Holmes: Bouzouki                         |
| Shane Mitchell: Akkordeon                        |
| Brian McDonagh: Mandola                          |